# 天野聡美 (イラストレーター)
天野 聡美（あまの さとみ）は、日本のイラストレーター。埼玉県入間郡出身。千葉県柏市在住。
「あしなが育英会」副会長。同会のイメージイラストを長年にわたり手掛けていることで知られる。

## 来歴・人物
4歳の頃に父親を事故で亡くし、あしなが育英会の奨学金を受けて埼玉県立川越女子高等学校、女子美術大学日本画科に進学、卒業。その縁から、大学在学時の20歳の頃からあしなが育英会のイメージイラスト「あしながさん」を担当している。現在は同会の副会長も務める。
温かな空気感を持つ作風を特徴とし、あしなが画家以外の活動としては自然や子供の姿を中心に絵本や児童書の挿絵提供で活動している。都内を中心に個展やグループ展を開いている。
「ノア」という名前の黒猫を飼う。ケーキ作りが趣味。

## 作品

### 絵本
- とんぼの願い（2003年、文芸社、ISBN 978-4835558127）作：高橋えみ子
- おじいちゃんと一緒に行ったら…（2006年、新風舎、ISBN 978-4797486995）作：鳥羽田浩美
- いのち 〜Oneness〜（2019年、文芸社、ISBN 978-4286202617）作：浜辺そよか
- 雲のばぁば 月のばぁば（2019年、文芸社、ISBN 978-4286203188）作：小髙幸一
- 天使の時間ありがとう（2021年、文芸社、ISBN 978-4286223223）作：ムカイクボクニコ
- ふしぎなまど（2021年、文芸社、ISBN 978-4286221519）作：森継あや
- ありがとうの魔法（2021年、文芸社、ISBN 978-4286223230）作：もりぐちいつこ

### 児童書
- こうぼ とべないホタル 第4回「ほたる賞」受賞作品集（1999年、ハート出版、ISBN 978-4892952289）編：小沢昭巳
  - 玉虫とゴミ虫（作：ながすみづき）のイラスト担当
- はるちゃんと虹色のタマゴ（2005年、新風舎、ISBN 978-4797472899）作：いいだかずこ
- ケン太くんとお母さんツバメ（2006年、新風舎、ISBN 978-4289000982）作：西川美栄
- 車いすのみっちゃん（2007年、新風舎、ISBN 978-4289010189 / 2009年、文芸社、ISBN 978-4286062792）作：浜中美千代
- いつかむらさき色に（2007年、新風舎、ISBN 978-4289010189）作：北野尚
- きみの名はぼう君（2007年、新風舎、ISBN 978-4289026159）作：横山さとし
- 子ブタのとん吉、空をとぶ（2007年、新風舎、ISBN 978-4289025244）作：於月野きのこ
- 花びらは空の波（2007年、新風舎、ISBN 978-4289030668）作：むかえくに子　※「天野さとみ」名義

### 挿絵提供
- うま味の文化・UMAMIの科学（1999年、丸善、ISBN 978-4621046647）
- Ciaoイタリア!Ciao ciaoイタリア! ひと味違うイタリアの旅（2004年、碧天舎、ISBN 978-4883464760）
- 贈りたい作りたい おいしいお菓子の12か月（2006年、研秀出版、ISBN 978-4874550106）

### CDジャケット
- 川崎敦子 オカリナCD『うたぶえ』（2012年）